# Бистоны
Бистоны (греч. Βίστονες) — название фракийского народа, населявшего территорию между горами Родопы и Эгейским морем, в районе озера Вистонис, близ города Абдеры. Их земли простирались на запад до реки Нест. Через земли Бистонов проходил путь персидского царя Ксеркса во время его вторжения в Грецию в 480 году до н. э..
Бистоны продолжали существовать и в период, когда римляне господствовали над Фракией. В произведениях римских поэтов название «Бистоны» иногда использовалось для обозначения всех фракийцев.
Среди городов, упоминаемых в связи с Бистонами:
- Тирида (упомянута Плинием как принадлежавшая Бистонам);
- греческие колонии на побережье: Дикея, Исмарон, Парфенион, Фалезина и Марония[1].

### Мифология
Бистоны описывались как воинственный народ, поклонявшийся Аресу, Дионису (Бахусу), Минерве (Афине) и Беллоне.

### Мифы, связанные с Бистонами
1. Геракл и кони Диомеда. В трагедии Еврипида «Алкестида» Геракл направляется "в землю Бистонов", чтобы выполнить поручение Эврисфея — укротить коней-людоедов фракийского царя Диомеда, который был правителем Бистонов.
2. Орфей. Согласно «Аргонавтике», Орфей был царём Бистонии в Пиерии, наследовав своему отцу Оагру. По одной из версий, Орфей был убит женщинами-бистонидками.
3. Культ Диониса. Жриц Диониса (Бахуса) называли Bistonides. Аналогично, в латинской поэзии эдонками именовали вакханок из фракийского племени эдонов.
4. Финей. Согласно некоторым преданиям, Финей был убит Бореем или унесён гарпиями в страну Бистонов (или милхессийцев).
5. Основание племени. По одной из легенд, народ Бистонов был основан Бистоном, сыном бога войны Ареса.

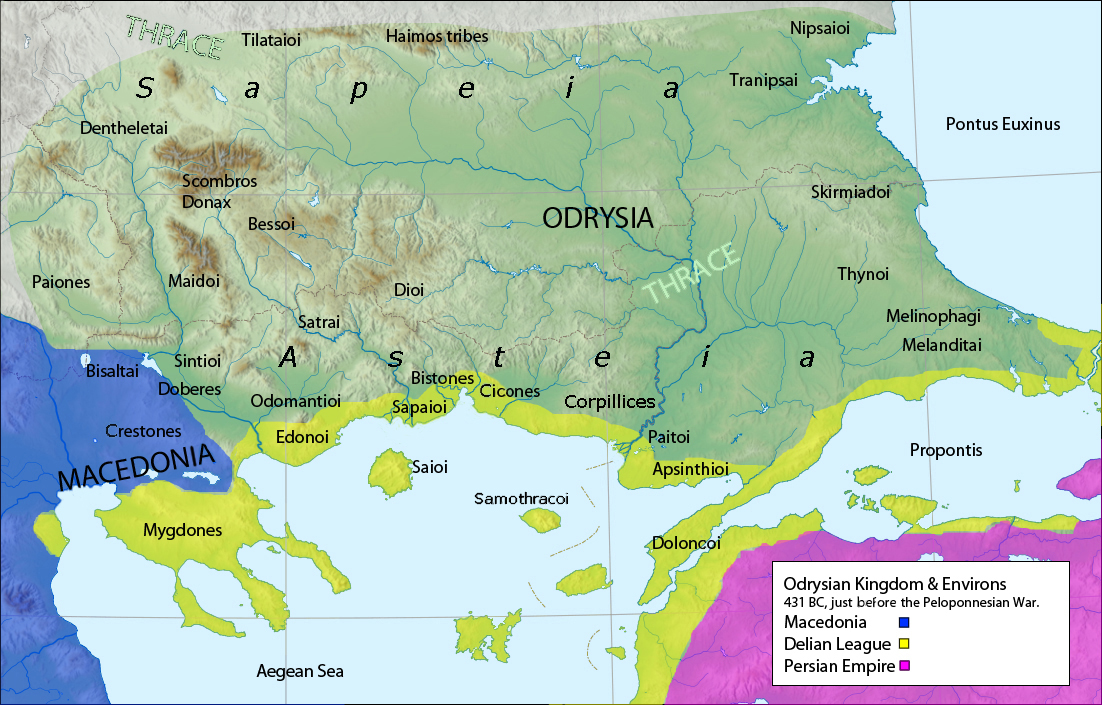
Приблизительное расположение Бистонов